# La niña de los hoyitos
La niña de los hoyitos es una película mexicana de 1984 dirigida por Rubén Galindo. Está protagonizada por Pedro Fernández, Joaquín Cordero, Maricruz Olivier, Arturo Vázquez, Usi Velasco y Greta Braniff. La película se estrenó el 26 de julio de 1984.

## Argumento
En Dallas, Texas, un niño de 14 años llamado Ferco (Pedro Fernández) y su padre aviador pasean en una avioneta, pero su madre les advierte que no lo vuelvan a hacer porque pueden morir. Al día siguiente Ferco en un partido de su equipo de béisbol se enamora de Rosalba la cual a su vez, está enamorada de Rafael (Arturo Vázquez) este le regala a  Ferco una manopla de béisbol que pertenecía (supuestamente) a Valenzuela. 
El avión del padre de Ferco es reparado debido a un fuerte golpe. Ferco invita a Rosalba a dar un paseo por el desierto para tomar fotografías de animales. Usi le dice a Ferco que su madre está enferma para que la lleve a su casa. Después él rechaza la invitación al baile la cual lo golpea y lo corre de su Casa. Ferco invita a Rosalba al baile y la regresa a las 12 de la noche. Al día siguiente Usi trata de llamar la atención de Ferco y Pepín. Ferco le dice a su padre que está enamorado y este le ayuda. Ferco le canta desde el avión a la chica. Su padre le enseña a pilotar el avión y Ferco es condecorado con una medalla. Rafael y Rosalba se besan en la playa, ya que se reconciliaron y Ferco se deprime muchísimo. Esa noche mientras cenan su madre le pregunta qué le pasa, y él no responde y se va llorando a su cuarto. Al día siguiente deja su equipo de béisbol.
Rosalba le dice que se va a ir porque a su padre lo nombraron embajador en otro país. Ferco y Rafel van al aeropuerto, donde ven a Rosalba irse en el avión. Ferco con una foto de Rosalba en la mano canta la de los hoyitos. debido a que le rompió el corazón. Después su padre fallece en un accidente aéreo. Cuando Ferco llega a su casa, su madre lo abraza sin decirle nada y Ferco llora. Pepín, Usi y su madre asisten al funeral. Ferco escucha un mensaje que le dejó su papá antes de morir. Ferco canta muchas ´´gracias a mi padre por quererme tanto´´, una canción en agradecimiento a su padre. Usi lo convence de jugar en la final del partido. Ferco entra y gana la final del campeonato.

## Reparto
- Pedro Fernández como Ferco Zaldívar
- Joaquín Cordero como Alberto Zaldívar
- Maricruz Olivier como Susana Zaldívar
- Arturo Vázquez como Rafael
- Usi Velasco como Usi
- César Velasco como Pepin
- Greta Braniff como Rosalba
- Leonor Valdéz
- Roberto Jiménez como Maestro